# Leonhard Hess Stejneger

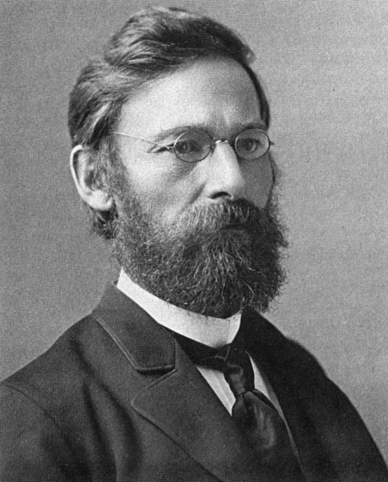
Leonhard Hess Stejneger

Leonhard Hess Stejneger (* 30. Oktober 1851 in Bergen; † 28. Februar 1943 in Washington, D.C.) war ein amerikanischer Zoologe norwegischer Herkunft.

## Leben
Leonhard Hess Stejneger wurde als ältestes Kind von sieben Geschwister in Bergen geboren. Er studierte Jura und Philosophie an der Universität Oslo und arbeitete nach seinem Doktorat im Jahre 1875 eine kurze Zeit als Anwalt. Seine Leidenschaft galt jedoch der Zoologie. Vier Jahre vor seinem Abschluss veröffentlichte er seine ersten Publikationen.
1881 wanderte er mit seiner Familie in die USA aus und arbeitete am Smithsonian Institution unter Spencer Fullerton Baird. Zuerst war er von 1884 bis 1889 als Assistenzverwalter für Vögel tätig und übernahm anschließend die Verwalterstelle für Reptilien und Amphibien. 1887 bekam er die US-amerikanische Staatsbürgerschaft. Ab 1911 bis zu seinem Tod war er vorsitzender Verwalter der Biologie.
1923 wurde er in die National Academy of Sciences gewählt.

## Reisen
Neben seiner Tätigkeit an der Smithsonian Institution unternahm er zahlreiche Expeditionen in den Norden des nordamerikanischen Kontinents. Von 1882 bis 1883 studierte er im Auftrag der U.S. Fisch Kommission auf den Kommandeurinseln Ohrenrobben. Noch zweimal reiste er zu diesen Inseln; 1895 (wiederum im Auftrag der U.S. Fisch Kommission) und 1922. Zusammen mit Clinton Hart Merriam sammelte er 1889 Amphibien und Reptilien in Arizona.

## Werke
Das Werkverzeichnis von Leonhard Hess Stejneger umfasst mehr als 400 wissenschaftliche Arbeiten, unter anderem über Vögel, Reptilien, Robben und die Herpetologie von Puerto Rico und Japan sowie eine Biografie über den deutschen Arzt und Naturwissenschaftler Georg Wilhelm Steller, von dem Stejneger fasziniert war. Neben seinen Werken beschrieb er zahlreiche Tiere wissenschaftlich.
Er erstbeschrieb 65 Arten von Reptilien.

## Eponyme
2010 wurde der Asteroid (13253) Stejneger nach ihm benannt. Bereits seit 1960 ist er Namensgeber für den Stejneger Peak auf Bird Island im Südatlantik.